# Jonakirche (Mannheim)

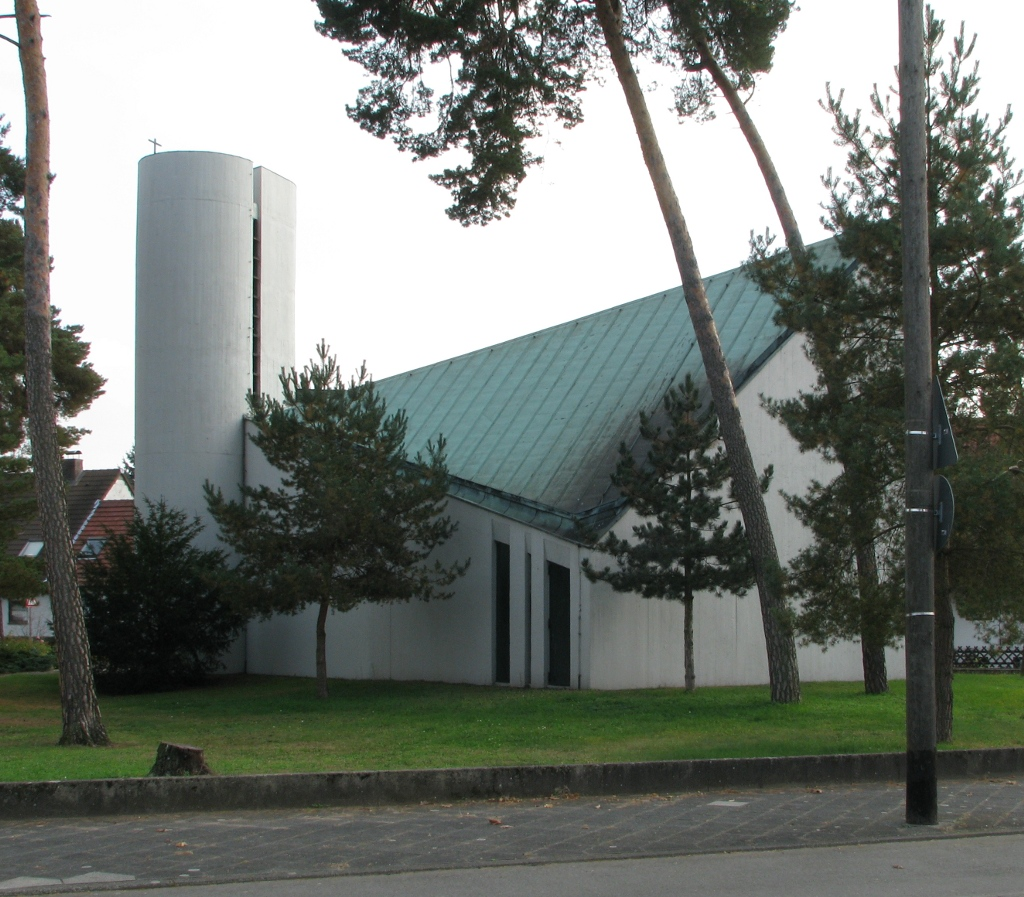
Jonakirche

Die Jonakirche, auch Blumenaukapelle, ist eine evangelische Kirche in der zum Mannheimer Stadtbezirk Sandhofen gehörenden Siedlung Blumenau. Sie wurde 1961 nach den Plänen von Helmut Striffler erbaut. Sie ist der früheste Kirchenbau des  Brutalismus in Baden-Württemberg.

## Geschichte
Die Blumenauer Siedlung entstand in den 1930er Jahren. Kirchlich gehörten die evangelischen Einwohner zur Sandhöfer Gemeinde, die mit dem Bau eines Gemeindehauses 1938 in Schönau ein auch für die Blumenauer zuständiges Pfarrvikariat einrichtete. Nach dem Zweiten Weltkrieg wurde es 1951 zur selbständigen Pfarrei erhoben und zwei Jahre später konnte die Emmauskirche in Schönau eingeweiht werden. Auch die 1952 errichtete Garnisonskirche in den benachbarten Coleman Barracks wurde für Gottesdienste genutzt. Aufgrund des großen Bevölkerungszuwachses wurde die Emmausgemeinde 1959 geteilt. Die Nordpfarrei, der die Blumenauer zugeordnet wurden, benannte man nach Stephanus.
1960 schließlich genehmigte der Mannheimer Kirchengemeinderat den Bau einer Kirche in Blumenau. Bereits im Jahr darauf erfolgte am 4. März die Grundsteinlegung und am 10. Dezember weihte Landesbischof Julius Bender die Kirche ein. 1997 wurde sie nach dem Propheten aus dem Alten Testament Jona benannt. 2009 wurde sie in die Liste der Kulturdenkmäler in Baden-Württemberg aufgenommen. Aufgrund der Konsolidierung der evangelischen Kirche in Mannheim fusionierten im März 2010 die Jonagemeinde und die beiden Sandhofer Gemeinden Dreifaltigkeit und Jakobus zur Dreieinigkeitsgemeinde.

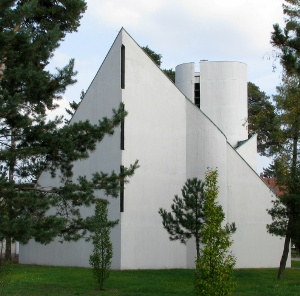
Ansicht von Westen

## Beschreibung
Die Jonakirche erhebt sich über einem unregelmäßigen, rhombischen Grundriss. Mit dem ovalen Kirchturm erinnert der Grundriss an einen Fisch. Der ursprüngliche Sichtbeton des Gebäudes wurde bei einer Renovierung mit einem Anstrich zum Korrosionsschutz überdeckt. Das tiefgezogene Dach ist mit Kupferblech gedeckt. Drei schmale übereinander angeordnete Fenster an der Altarwand symbolisieren die Dreieinigkeit.
Das Altarkruzifix schuf Fritz Wiedemann. Das Wandrelief, ein Fisch als Christus-Symbol, stammt von Gerhard Dreher.
Die Orgel von Hartwig Späth hat sieben Register auf zwei Manualen und Pedal; sie wurde 2001 eingeweiht.
| I. Manual          |       |
| Rohrflöte          | 8′    |
| Prinzipal          | 4′    |
| Sesquialter 2 fach | 2 ⁄3′ |
| Mixtur 3 fach      | 2'    |

| II. Manual |    |
| Gedeckt    | 8′ |
| Gedeckt    | 4′ |

| Pedal   |     |
| Subbass | 16′ |

- Koppeln: II/I, I/P, II/P

Das Geläut besteht aus drei Glocken, die 1961 von der Glockengießerei Bachert in Karlsruhe gegossen wurden.
| Glocke | Name     | Gewicht | Schlagton |
| ------ | -------- | ------- | --------- |
| 1      | Heimat   | 390 kg  | h¹        |
| 2      | Friede   | 275 kg  | cis²      |
| 3      | Freiheit | 165 kg  | e²        |